# Осада Кандагара
Осада Кандагара — осада персидскими войсками Надир-шаха последнего оплота афганских племен в Южной Афганистане — Кандагара — в апреле 1737 года. Осада завершилась падением города 24 марта 1738 года.

## Осада
Осада Кандагара была мало насыщена событиями, по большому счету она свелась к регулярной бомбардировке городских укреплений персидской артиллерией. По мере того, как персы становились все более нетерпеливыми, они предпринимали несколько попыток взять город штурмом, но афганцы отбили все эти попытки.

## Атака бахтиаров

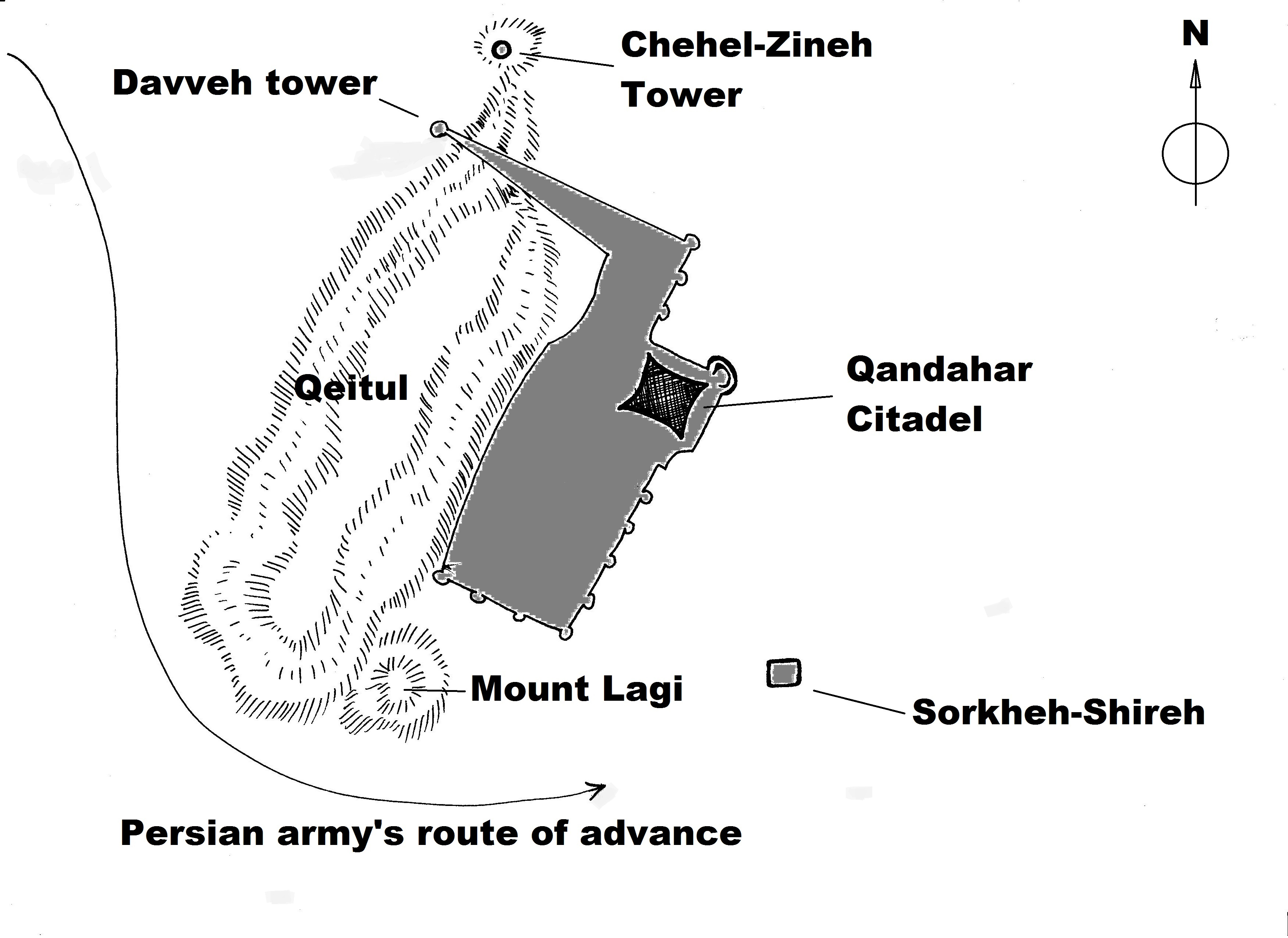
Укрепления Кандагара

В ожидании осады афганцы накопили значительные запасы ресурсов внутри крепостных стен, и, хотя к концу 1737 года Кандагар всё-таки охватил голод, Надир-шах решил, что продолжение осады становится все менее выгодным для его войск. Он был уверен в своей позиции в Персии, однако, несмотря на то, что он сверг шаха Тахмаспа II, тот оставался ещё жив, и Надир не хотел увязнуть в осаде далеко от родины. 23 марта 1738 года Надир выбрал 3000 человек из числа бахтиаров своего войска и повел их на штурм Кандагара. Бахтиар мулла Адине Мостафи возглавил атаку.
Надир-шах первоначально пытался отговорить муллу от участия в нападении, но Адине настоял на своём участии. В ночь перед атакой Надир лично обратился к бахтиарам и сказал им, что каждый из них получит 1000 рупий и долю трофеев, если нападение удастся. 24 марта штурм начался, и бахтиары бросились из своих закрытых позиций на скалах Чехель-Зина в сторону города. Афганским артиллеристам с городских башен удалось убить некоторую часть нападавших, но многие бахтиары всё-таки достигли стены и использовали свои лестницы, чтобы взобраться на них. Мулла Адине был первым, кто поднялся на стену. На крепостных стенах завязался ожесточенный бой. Постепенно бахтиарам удалось взять под свой контроль всю стену и приступить к занятию внутренних укреплений города. После этого они подняли артиллерию на стену и начали бомбардировать город.
Афганцы предприняли несколько попыток отбить городские укрепления, но были встречены сильным огнем бахтиаров. Понимая бесперспективность сопротивления, Хусайн Хотак и несколько афганцев отступили в цитадель Кандагара, оставив остальную часть жителей города на произвол судьбы (большинство из них были убиты или захвачены). Затем персы развернули пушки, установленные на стенах города, и использовали их для бомбардировки цитадели. Наконец, на следующий день, 25 марта 1738 года, Хусайн Хотак и его свита в цитадели капитулировали.

## Последствия

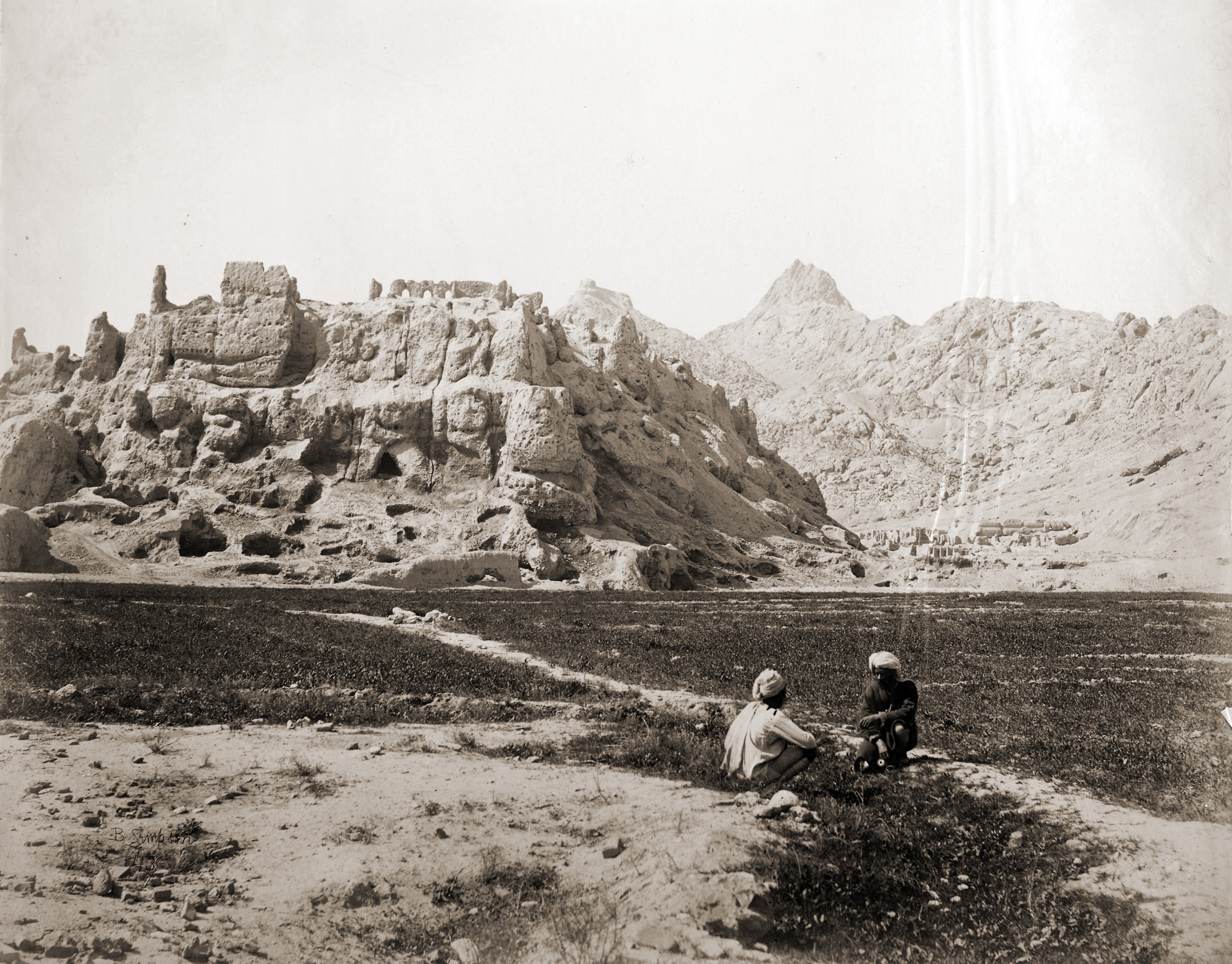
Руины цитадели Старого Кандагара, разрушенной персами в 1738 году.

Надир-шах щедро наградил бахтиаров и лично вручил мулле Адине мешок золота. Хусайна Хотака шах пощадил и сослал его Мазандеран вместе с остальной частью династии Хотаков. Считается, что он и его семья были позже убиты во время резни афганцев, устроенной династией Зендов, на севере Ирана. С другой стороны, Надир не пощадил главного военного командира Хусейна, Мохаммада Сейдал-хана, который сражался против него в Гератской кампании 1731 года, приказав его ослепить.
Старый город Кандагар был разрушен артиллерийским огнем, а выжившие жители были переселены в новый город, который персы начали строить в 6 милях к юго-востоку. Надир-шах назвал город «Надирабад», в свою честь. Руины цитадели Старого Кандагара сохранились по сей день. Захват Кандагара является резонансным событием в устной истории бахтиаров, это событие заложило основу бахтиарского героического эпоса.
Хотаки не были вассалами падишаха империи Великих Моголов Мухаммад-шаха, но большинство родственников правителя Кандагара Хусайна Хотака служили Моголам, поэтому атаку персов на Южный Афганистан можно считать прелюдией войны Персидской империи с Моголами.